# HI5!
「HI5!」（ハイ・ファイブ）は、松田尚正による日本の少年漫画作品。1993年～1994年に『週刊少年マガジン』（講談社）で連載されたバスケ漫画。単行本は全6巻。連載終了後、『マガジンスペシャル』（講談社）1994年No.8に特別編が掲載された（第6巻に収録）。

## 概要
中国山脈のふもと、岡山県にある（架空の）奥津山郡西松原村に住む、奥津山高校一年生の小田中雄太。バスケットボール部で補欠選手の彼の元に、幼い頃両親の離婚によって生き別れていた兄、英太が10年ぶりにアメリカから帰国する。アメリカのジュニアハイスクールでバスケットボール選手として活躍していた英太のスーパープレイを身近に見、また彼のアドバイスを受けて雄太は急速に成長。万年一回戦負けだった奥津山高校だが、小田中兄弟の活躍によってインターハイ予選で強豪校を次々に撃破、ついに県大会ベスト8にまで進出する。英太の負傷もあり、奥津山高校は惜しくもブロック決勝で敗れたが、インターハイ予選直後、小田中兄弟は岡山県の国体選手に選ばれる。それまで戦って来たライバル達と混成チームを結成した雄太達岡山代表は、ついに国体の決勝戦に臨むのだった。

## 登場人物

### 奥津山高校バスケットボール部
万年一回戦負けの弱小校で、地区のお荷物校と言われていた。雄太が入学した時は翌年に創立百年祭を控えて学校全体が改修工事をしていたため、バスケ部は体育館ではなく戸外の土のコートで練習していた。物語開始時には6人しか部員がいなかったが、その時点で3年生の存在は描かれていない。徒歩で行ける距離に（架空の）「奥津山駅」がある（駅名標の表示は院庄と津山の間）。雄太の国体での活躍もあり最終回では64名が新たに入部する。
小田中 雄太（おだなか ゆうた）
物語の主人公。小学校入学前からバスケットボールをやっていたが、中学3年間は補欠選手で、公式戦で得点したことがなかった。高校入学後も補欠だったが、兄・英太やジェフのアドバイスを受けて上達、中心選手として活躍するようになる。レギュラーになってからのポジションはポイントガード。土のグラウンドで『パワースリップ』を起こすほどの脚力を持ち、試合ではその脚力を生かした、軌道が直線的なシュート「アンブロッカブルショット」を使う。身長163cm、体重51kg。
小田中 英太（おだなか えいた）
雄太の1歳上の兄。10年前に両親が離婚し、父とともに渡米。父に使用を禁じられていたため、登場時の時点でほとんど日本語を忘れていた。オレゴン州のジュニアハイスクールでレギュラーとして活躍、州の優秀選手に選ばれたほど、バスケットボール選手としての能力が高い。高さ・スピード・テクニックにスタミナも備えた万能選手。身長196cm、体重87kg。ポジションはセンター。
豊福 秀雄（とよふく ひでお）
雄太の幼なじみで1歳上の2年生。キャプテンを務めるメガネキャラ。身長177cm、ポジションはフォワード。
下山 俊一（しもやま しゅんいち）
雄太と同学年の1年生。東京からの転校生で、練馬区きってのオールラウンダーと言われていた。身長180cm、ポジションはフォワード。
関口
奥津山高校のレギュラーだが、5人の中では唯一、フルネームが設定されていない。
杉田 茜（すぎた あかね）
22歳の新任教師。インターハイ地区予選抽選から登場、女性ながらバスケットボール部の顧問を務める。しかしストーリーが進むにつれて影が薄くなって行き、倉敷中央工業戦まで、姿が確認できるが、最終回にも登場しなかった。作中において唯一名前のある女性キャラ。
　また、第4巻、県大会初戦、岡山大付属京山戦、雄太と一時的に、交代する背番号「5」をつけた選手が登場、副キャプテンと思われ、作中、奥津山唯一の交代要員として登場する他、数名の控え部員がベンチから戦況を見守るが、上記の5人を中心に試合、ストーリーが進んでいるためか、いずれも名前がなかった。

### 私立翠陵学園
県下有数の進学校で、バスケットボール部は毎年県大会ベスト4に残る強豪。毎年春に奥津山高校との交流戦を行なっていたが、英太たちが訪れた際は別の強豪校とダブルブッキングして、練習試合をキャンセルしようとした。オールコートゾーンプレスを使う。30点先取の練習試合で、31-29で奥津山高校を破る。この年の県大会では準優勝した。
倉吉 隆一（くらよし りゅういち）
翠陵学園キャプテン。雄太と同程度の身長ながらチームのエース。頭はスキンヘッド。身長168cm、体重57kg。後に国体選手に選ばれる。
豪徳寺、君塚
翠陵学園のレギュラー。
五十嵐
翠陵学園の新任の顧問。奥津山高校との交流戦を不要と判断してキャンセルしようとした張本人。ジェフのトラッシュ気味のセリフに殴りかかり、制止されるなどかなり大人気ない性格。

### 正修高校
バスケットボール部は有名な不良集団だったが、大蔵が加入して立て直し、1年前の大会では翠陵学園を45点に押さえるほどのディフェンス力を誇る。部員のほとんどの髪型がリーゼントやアイパー。インターハイ予選美作地区大会でシード校だったが、2回戦で奥津山高校と対戦、42-95で敗れる。
大蔵 仙一（おおくら せんいち）
正修高校3年生でキャプテン。髪型はオールバック。普段は温和な態度だが、目が細く水戸泉関に似ており、そのことを指摘されるとキレる。身長203cm、体重102kg。ポジションはセンター。後に国体選手に選ばれる。
藤本
正修高校のレギュラー。

### 椿ヶ丘高校
2年前まで弱小校だったが、1年前に阪神地区から強豪選手5人を入学させて県大会に出場した。県大会2回戦で6連覇中の工大付属に敗れたが、1月の練習試合で工大付属を破る。しかし練習試合直後に監督が事故死、中心選手5人が自分勝手で派手なプレイをするだけのチームと化していた。県大会出場を懸けた、地区予選3回戦で奥津山高校と対戦、72-74で敗れる。
榊 正史（さかき まさし）
椿ヶ丘高校2年生。阪神地区出身の中心選手5人、別名「ファブファイブ（FABULOUS 5）」の一人。身長184cm、体重74kg。後に国体選手に選ばれる。新聞記者の取材をすっぽかしたり、国体の合宿中なども含め、作中では、身勝手な一面が見られる一方、奥津山にワンゴール差で惜敗した直後、信吾から新チームのキャプテンとして「4」のユニフォームを託されると涙ぐんで自己の身勝手さを詫びている。
信吾（しんご）
椿ヶ丘高校3年生でキャプテン。ファブファイブの控えだったが、彼らの散漫プレイによる、ワンサイドゲーム寸前の試合展開と5人の投げやりな態度に激高し、試合終盤、自身を含む3年生との総交代を指示、終了間際に再交代するまで点差を上記のスコアまで縮め、彼らを上回るほどの鍛え抜かれたディフェンス力を持つ。

### 岡山大学付属京山高校
県南で、古豪と呼ばれる強豪校。県大会初戦で奥津山高校と対戦、67-68で敗れる。第3巻、地区大会の帰路、偶然、岡山市内で英太らは高山ら数名の選手と、ジェフの提案で3on3の勝負をしている。
真柴 隆（ましば たかし）
京山高校2年生。中学3年の県大会で優勝したチームの中心選手だったが、1年前の県大会直前に交通事故に遭い、1年間入院していた（しかし2年生に進級しているなど、謎が多い）。中学時代は3ポイントシューターとして鳴らした。対奥津山高校戦では、試合後半で超人的な活躍をみせる。身長186cm、体重80kg。後に国体選手に選ばれる。第4巻では、全6巻中、作中に登場する他校の選手で唯一、表紙に登場する。
高山 浩平（たかやま こうへい）
京山高校2年生でレギュラー。中学時代から真柴とチームメイト。相手にわざとドリブルで抜かせて、後ろからカットする「バックファイア」を得意とする。身長183cm、体重71kg。後に国体選手に選ばれる

### 倉敷中央工校
県大会第3シード。先発5人全員が50m走6秒4未満、1500m走4分10秒台という速さとスタミナを兼ね備えたチーム。県大会2回戦で奥津山高校と対戦、112-129で敗れる。
堂本 宏（どうもと ひろし）
倉敷中央工校3年生。色黒で坊主頭。身長179cm、体重63kg。後に国体選手に選ばれる。
藤井
倉敷中央工校の隠し玉的存在。長く柔らかい腕を生かしたドリブルが得意。しかし、ラグビーボールを使用した練習を行なった奥津山高校には通用しなかった。
高原 正樹（たかはら まさき）
倉敷中央工校のバスケットボール部監督。15年ほど前、投手として甲子園に出場した。

### 工大付属高校
県大会7連覇中の、岡山県最強校で雄太が下山を通じて得た情報によれば、国体の県代表選手もほとんどが同校の選手で占められていた。しかしインターハイ本戦では初戦敗退を繰り返していたらしい。この年も県大会で優勝し、8連覇を遂げた。ブロック決勝で奥津山高校と対戦、前半は46ｰ47とワンゴール差で僅かにリードを許したが、後半、51ｰ29と一気に引き離し、最終的に97-76で破る。
岸 亮一（きし りょういち）
工大付属高校3年生でキャプテン。メガネキャラ。身長187cm、体重79kg。後に国体選手に選ばれる。
久保田 鉄雄（くぼた てつお）
工大付属高校2年生。中学時代は真柴とチームメイトだったが、仲間との約束を破って工大付属に入学した。身長193cm、体重89kg。後に国体選手に選ばれる。同校のスターティングファイブでは一番長身で、作中に登場するレギュラー選手でも大蔵、英太に次いで大柄でインターハイでも注目選手との評価だが、作中では目立ったシーンは少ない。
大滝 秀一
工大付属高校のバスケットボール部監督。この年の国体監督として、県の選抜チームも率いた。

### その他
ジェフ・ブライトン・二宮（じぇふ ぶらいとん にのみや）
外見はアフリカ系アメリカ人だが、祖父が日本人の日系3世。祖父の影響で流暢な日本語（関西弁）を話す。英太の少年時代からの友人で、ジュニアハイスクールでのチームメイト。バスケットボール選手として英太と同等以上の技術を持つ。英太と共に来日、当初は奥津山高校で過ごしていたが、翠陵学園との練習試合後に、留学先が兵庫県の邦明学園であることを明かして去って行った。後に再登場、心臓疾患があることが判明したためにアメリカに帰国する予定だったが、英太に説得され、奥津山高校にコーチとして参加、後に編入学が決まり、小田中家で暮らすことになる。国体監督の大滝の要請を受け、選抜チームにもコーチとして参加した。作中、家族は祖父だけが登場するが、第2巻の本人のセリフだけだが、ＮＢＡのようなプロチームに所属する父親がいるとの設定だが、詳細は不明。
杣友 晃（そまとも あきら）
前年の県大会準優勝校、岡山芳南の中心選手だが、同校を退学し、県下の幾つかの学校を調べていた。身長178cm。ポジションはガード。物語初期に登場、奥津山高校の試合を見たり、練習に参加したこともあったが、奥津山-椿ヶ丘戦後、登場しなくなったが、初登場時のストーリーのラスト、奥津山へ転校するような独り言を呟いているが、豊福のセリフによると元々は奥津山出身。

## 特別編

### 概要
1994年7月21日、小田中兄弟はアメリカに向かう機中にいた。1年前に来日するはずだった父に会うためである。雄太は11年ぶりに父と再会するが、背の低さをからかわれた上、賞金目当てで3on3大会に出場することを命令される。酒代稼ぎに協力などできないと激怒する英太。しかし父の本当の目的は、ジェフの手術代を稼ぐことだった。

### 登場人物
小田中 雄太
小田中 英太
小田中兄弟の父（作中の預金通帳に書かれていた名前は「HIDEO」）
バスケットボール日本リーグの選手だったが、11年前30歳目前で渡米してNBA選手を目指した。しかし叶わず、酒浸りの日々を送る。その後まじめに働くようになり、1年前に日本への帰国を予定していた。しかし、ジェフから祖父にあてた手紙を代読した際、ジェフの心臓病について知る。ジェフのバスケットボール選手としての活躍を願う彼は、手術代を稼ぐことを決意する。特別編前、本編には、連載中の英太、ジェフの回想シーンにシルエットと、後ろ姿だけが描かれていた。

#### 単行本
- 1巻、1993年8月17日発行、ISBN 4-06-311933-5
- 2巻、1993年10月16日発行、ISBN 4-06-311952-1
- 3巻、1994年1月17日発行、ISBN 4-06-311978-5
- 4巻、1994年3月17日発行、ISBN 4-06-311999-8
- 5巻、1994年5月17日発行、ISBN 4-06-312019-8
- 6巻、1994年8月17日発行、ISBN 4-06-312048-1